# Џери Спасић
Џери Спасић (енгл. Jerry Spasic; Торонто, 20. новембар 1971 — Ласлово, 21. новембар 1991) био је новинар, песник, члан Српског покрета обнове и добровољац Српске гарде.

## Биографија
Џери Спасић рођен је од оца Јеремије Урошевића и мајке Наде Спасић, 20. новембра 1971. године, у канадском граду Торонто где је и одрастао. Име је добио по надимку свог оца. Пар година пре распада Југославије, преселио се са мајком (чије презиме носи) у Београд где је живео у улици Виноградска 11 на Новом Београду.
Као члан Српског покрета обнове, прикључио се Српској гарди. На источнославонском ратишту, 21. новембра 1991. године, заробљен је и рањен у обе ноге у Ласлову. Иако је на себи имао прслук са ознаком „press”, масакриран је од припадника хрватских формација на дан своје крсне славе, само дан пошто је напунио двадесет година.
Сахрањен је 27. новембра 1991. године на гробљу Орловача. Драгослав Бокан је одржао опроштајни говор на његовој сахрани. Споменик су му подигли мајка Нада и деда Јова а иза себе је оставио вереницу.
Потпредседник Српског покрета обнове Александар Чотрић изразио је жељу за покретањем иницијативе о именовању улице по Спасићу.